# 3 Heures du Red Bull Ring 2013
Navigation
Édition précédente Édition suivante
Les 3 Heures du Red Bull Ring 2013, disputées le 20 juillet 2013 sur le Circuit de Spielberg dans le cadre des World Series by Renault, sont la seizième édition de cette course, la troisième sur un format de trois heures, et la troisième manche de l'European Le Mans Series 2013.

## Course

### Classement de la course
Voici le classement provisoire au terme de la course.
- Les vainqueurs de chaque catégorie sont signalés par un fond jauni.
- Pour la colonne Pneus, il faut passer le curseur au-dessus du modèle pour connaître le manufacturier de pneumatiques.

| Pos  | Classe | no | Écurie                   | Pilotes                                                   | Châssis                       | Pneus | Tours | Temps       |
| Pos  | Classe | no | Écurie                   | Pilotes                                                   | Moteur                        | Pneus | Tours | Temps       |
| ---- | ------ | -- | ------------------------ | --------------------------------------------------------- | ----------------------------- | ----- | ----- | ----------- |
| 1    | LMP2   | 1  | Thiriet par TDS Racing   | Pierre Thiriet Mathias Beche                              | Oreca 03                      | D     | 122   | 3:00'09.351 |
| 1    | LMP2   | 1  | Thiriet par TDS Racing   | Pierre Thiriet Mathias Beche                              | Nissan VK45DE 4,5 L V8 Atmo   | D     | 122   | 3:00'09.351 |
| 2    | LMP2   | 36 | Signatech Alpine         | Pierre Ragues Nelson Panciatici                           | Alpine A450                   | M     | 122   | + 21.143    |
| 2    | LMP2   | 36 | Signatech Alpine         | Pierre Ragues Nelson Panciatici                           | Nissan VK45DE 4,5 L V8 Atmo   | M     | 122   | + 21.143    |
| 3    | LMP2   | 43 | Morand Racing            | Natacha Gachnang Franck Mailleux                          | Morgan LMP2                   | D     | 122   | + 49.915    |
| 3    | LMP2   | 43 | Morand Racing            | Natacha Gachnang Franck Mailleux                          | Judd HK 3,6 L V8 Atmo         | D     | 122   | + 49.915    |
| 4    | LMP2   | 38 | Jota Sport               | Simon Dolan Oliver Turvey                                 | Zytek Z11SN                   | D     | 121   | + 1 tour    |
| 4    | LMP2   | 38 | Jota Sport               | Simon Dolan Oliver Turvey                                 | Nissan VK45DE 4,5 L V8 Atmo   | D     | 121   | + 1 tour    |
| 5    | LMP2   | 34 | Race Performance         | Michel Frey Patric Niederhauser                           | Oreca 03                      | D     | 121   | + 1 tour    |
| 5    | LMP2   | 34 | Race Performance         | Michel Frey Patric Niederhauser                           | Judd HK 3,6 L V8 Atmo         | D     | 121   | + 1 tour    |
| 6    | LMP2   | 37 | SMP Racing               | Maurizio Mediani Sergey Zlobin                            | Oreca 03                      | D     | 119   | + 3 tours   |
| 6    | LMP2   | 37 | SMP Racing               | Maurizio Mediani Sergey Zlobin                            | Nissan VK45DE 4,5 L V8 Atmo   | D     | 119   | + 3 tours   |
| 7    | LMPC   | 49 | Team Endurance Challenge | Paul-Loup Chatin Gary Hirsch                              | Oreca FLM09                   | M     | 118   | + 4 tours   |
| 7    | LMPC   | 49 | Team Endurance Challenge | Paul-Loup Chatin Gary Hirsch                              | Chevrolet 6,2 L V8 Atmo       | M     | 118   | + 4 tours   |
| 8    | LMPC   | 47 | Team Endurance Challenge | Alex Loan Nico Verdonck (en)                              | Oreca FLM09                   | M     | 118   | + 4 tours   |
| 8    | LMPC   | 47 | Team Endurance Challenge | Alex Loan Nico Verdonck (en)                              | Chevrolet 6,2 L V8 Atmo       | M     | 118   | + 4 tours   |
| 9    | LMPC   | 46 | Algarve Pro Racing Team  | C. O. Jones Nick Catsburg                                 | Oreca FLM09                   | M     | 116   | + 6 tours   |
| 9    | LMPC   | 46 | Algarve Pro Racing Team  | C. O. Jones Nick Catsburg                                 | Chevrolet 6,2 L V8 Atmo       | M     | 116   | + 6 tours   |
| 10   | LMGTE  | 52 | Ram Racing               | Johnny Mowlem Matt Griffin                                | Ferrari 458 Italia GT2        | M     | 116   | + 6 tours   |
| 10   | LMGTE  | 52 | Ram Racing               | Johnny Mowlem Matt Griffin                                | Ferrari F142 GT 4,5 L V8 Atmo | M     | 116   | + 6 tours   |
| 11   | LMGTE  | 66 | JMW Motorsport           | Andrea Bertolini Joël Camathias                           | Ferrari 458 Italia GT2        | D     | 116   | + 6 tours   |
| 11   | LMGTE  | 66 | JMW Motorsport           | Andrea Bertolini Joël Camathias                           | Ferrari F142 GT 4,5 L V8 Atmo | D     | 116   | + 6 tours   |
| 12   | LMGTE  | 53 | Ram Racing               | Gunnar Jeannette Frankie Montecalvo                       | Ferrari 458 Italia GT2        | M     | 115   | + 7 tours   |
| 12   | LMGTE  | 53 | Ram Racing               | Gunnar Jeannette Frankie Montecalvo                       | Ferrari F142 GT 4,5 L V8 Atmo | M     | 115   | + 7 tours   |
| 13   | LMGTE  | 55 | AF Corse                 | Piergiuseppe Perazzini Marco Cioci Federico Leo           | Ferrari 458 Italia GT2        | M     | 115   | + 7 tours   |
| 13   | LMGTE  | 55 | AF Corse                 | Piergiuseppe Perazzini Marco Cioci Federico Leo           | Ferrari F142 GT 4,5 L V8 Atmo | M     | 115   | + 7 tours   |
| 14   | LMPC   | 48 | Team Endurance Challenge | Soheil Ayari Anthony Pons                                 | Oreca FLM09                   | M     | 115   | + 7 tours   |
| 14   | LMPC   | 48 | Team Endurance Challenge | Soheil Ayari Anthony Pons                                 | Chevrolet 6,2 L V8 Atmo       | M     | 115   | + 7 tours   |
| 15   | LMGTE  | 75 | Prospeed Competition     | François Perrodo Emmanuel Collard                         | Porsche 911 GT3 RSR           | M     | 115   | + 7 tours   |
| 15   | LMGTE  | 75 | Prospeed Competition     | François Perrodo Emmanuel Collard                         | Porsche 4,0 L Flat-6 Atmo     | M     | 115   | + 7 tours   |
| 16   | LMGTE  | 88 | Proton Competition       | Horst Felbermayr, Sr. Horst Felbermayr, Jr. Klaus Bachler | Porsche 911 GT3 RSR           | M     | 114   | + 8 tours   |
| 16   | LMGTE  | 88 | Proton Competition       | Horst Felbermayr, Sr. Horst Felbermayr, Jr. Klaus Bachler | Porsche 4,0 L Flat-6 Atmo     | M     | 114   | + 8 tours   |
| 17   | LMGTE  | 67 | IMSA Performance Matmut  | Patrice Milesi Jean-Karl Vernay                           | Porsche 911 GT3 RSR           | M     | 114   | + 8 tours   |
| 17   | LMGTE  | 67 | IMSA Performance Matmut  | Patrice Milesi Jean-Karl Vernay                           | Porsche 4,0 L Flat-6 Atmo     | M     | 114   | + 8 tours   |
| 18   | GTC    | 69 | SMP Racing               | Fabio Babini Viktor Shaytar Kirill Ladygin                | Ferrari 458 Italia GT3        | M     | 114   | + 8 tours   |
| 18   | GTC    | 69 | SMP Racing               | Fabio Babini Viktor Shaytar Kirill Ladygin                | Ferrari F136 4,5 L V8 Atmo    | M     | 114   | + 8 tours   |
| 19   | LMGTE  | 77 | Proton Competition       | Christian Ried Gianluca Roda Nick Tandy                   | Porsche 911 GT3 RSR           | M     | 114   | + 8 tours   |
| 19   | LMGTE  | 77 | Proton Competition       | Christian Ried Gianluca Roda Nick Tandy                   | Porsche 4,0 L Flat-6 Atmo     | M     | 114   | + 8 tours   |
| 20   | GTC    | 62 | AF Corse                 | Andrea Rizzoli Stefano Gai Lorenzo Casè (pl)              | Ferrari 458 Italia GT3        | M     | 113   | + 9 tours   |
| 20   | GTC    | 62 | AF Corse                 | Andrea Rizzoli Stefano Gai Lorenzo Casè (pl)              | Ferrari F136 4,5 L V8 Atmo    | M     | 113   | + 9 tours   |
| 21   | GTC    | 79 | Ecurie Ecosse            | Andrew Smith Ollie Millroy Alasdair McCaig                | BMW Z4 GT3                    | M     | 112   | + 10 tours  |
| 21   | GTC    | 79 | Ecurie Ecosse            | Andrew Smith Ollie Millroy Alasdair McCaig                | BMW 4,4 L V8 Atmo             | M     | 112   | + 10 tours  |
| 22   | LMGTE  | 54 | AF Corse                 | Yannick Mollégol Jean-Marc Bachelier (pl) Howard Blank    | Ferrari 458 Italia GT2        | M     | 112   | + 10 tours  |
| 22   | LMGTE  | 54 | AF Corse                 | Yannick Mollégol Jean-Marc Bachelier (pl) Howard Blank    | Ferrari F142 GT 4,5 L V8 Atmo | M     | 112   | + 10 tours  |
| 23   | GTC    | 60 | Kox Racing               | Peter Kox Nico Pronk                                      | Lamborghi Gallardo LP600 GT3  | M     | 112   | + 10 tours  |
| 23   | GTC    | 60 | Kox Racing               | Peter Kox Nico Pronk                                      | Lamborghini 5,2 L V10 Atmo    | M     | 112   | + 10 tours  |
| 24   | GTC    | 72 | SMP Racing               | Devi Markozov Alexander Frolov Luca Persiani (en)         | Ferrari 458 Italia GT3        | M     | 112   | + 10 tours  |
| 24   | GTC    | 72 | SMP Racing               | Devi Markozov Alexander Frolov Luca Persiani (en)         | Ferrari F136 4,5 L V8 Atmo    | M     | 112   | + 10 tours  |
| 25   | LMP2   | 18 | Murphy Prototypes        | Brendon Hartley Jonathan Hirschi                          | Oreca 03                      | D     | 102   | + 20 tours  |
| 25   | LMP2   | 18 | Murphy Prototypes        | Brendon Hartley Jonathan Hirschi                          | Nissan VK45DE 4,5 L V8 Atmo   | D     | 102   | + 20 tours  |
| Abd. | LMP2   | 4  | Boutsen Ginion Racing    | Dominik Kraihamer Thomas Holzer (en)                      | Oreca 03                      | D     | 69    |             |
| Abd. | LMP2   | 4  | Boutsen Ginion Racing    | Dominik Kraihamer Thomas Holzer (en)                      | Nissan VK45DE 4,5 L V8 Atmo   | D     | 69    |             |

## Pole position et record du tour
- Pole position : Oliver Turvey sur no 38 Jota Sport en 1 min 23 s 871
- Meilleur tour en course : Brendon Hartley sur no 18 Murphy Prototypes en 1 min 24 s 337 au 29e tour.

## Tours en tête
Tours en tête
- #38 Zytek Z11SN - Jota Sport : 49 tours (1-31 / 33-50)
- #1 Oreca 03 - Thiriet par TDS Racing : 114 tours (32 / 51-122)

## À noter
- Longueur du circuit : 4,326 km
- Distance parcourue par les vainqueurs : 527,770 km